# Giorgio Kaisserlian
Giorgio Kaisserlian (... – 29 aprile 1969) è stato un critico d'arte e gallerista italiano di origine armena.

## Biografia
Aderì al movimento spazialista fondato da Lucio Fontana, firmando insieme a Beniamino Joppolo e Milena Milani il Primo Manifesto dello Spazialismo, nel 1947.
Sempre negli anni Quaranta fondò, con Padre Arcangelo Favaro, la Galleria d'arte contemporanea San Fedele, a Milano. Fu a lungo segretario dell'Associazione Amici della Francia, che gestiva una galleria in Via Corso Emanuele sempre a Milano.
Firmò numerosi cataloghi e organizzò mostre per diverse gallerie d'arte. Collaborò, sempre come critico d'arte, al quotidiano "Il Popolo".
Molti suoi articoli sono conservati nel fondo Enrico Baj dell'Archivio del '900 del Museo d'arte moderna e contemporanea di Trento e Rovereto.

## Pubblicazioni
- Giorgio Kaisserlian, Polemiche sul realismo, Edizione 5 lune, Roma, 1956.
- Giorgio Kaisserlian, Giovane scultura milanese, Centro Culturale San Fedele, Milano, 1960.
- Giorgio Kaisserlian, K(andinsky)-K(lee)-B(aumeister)-B(issier), Galleria Blu, Milano, 1962.
- Giorgio Kaisserlian, Remo Brindisi, Edizioni della Conchiglia, Milano, 1966.
- Giorgio Kaisserlian, Nuova situazione milanese, Nuova Milano Galleria d'Arte, Milano, 1966.